# Антверпенская школа
Антверпенская школа (нидерл. Antwerpse School) — условное название художественной школы, существовавшей на протяжении нескольких веков в городе Антверпен, ныне Бельгия.

## Исторические данные

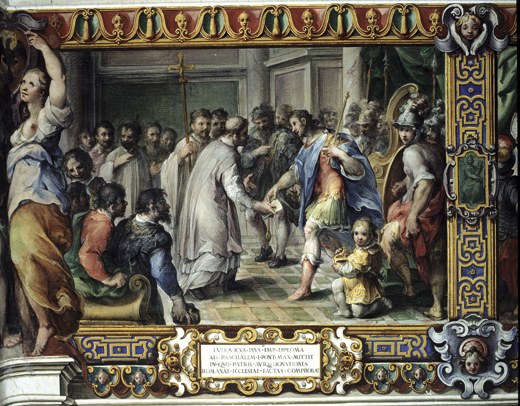
Пауль Бриль. Фреска в Ватикане. Секретный архив

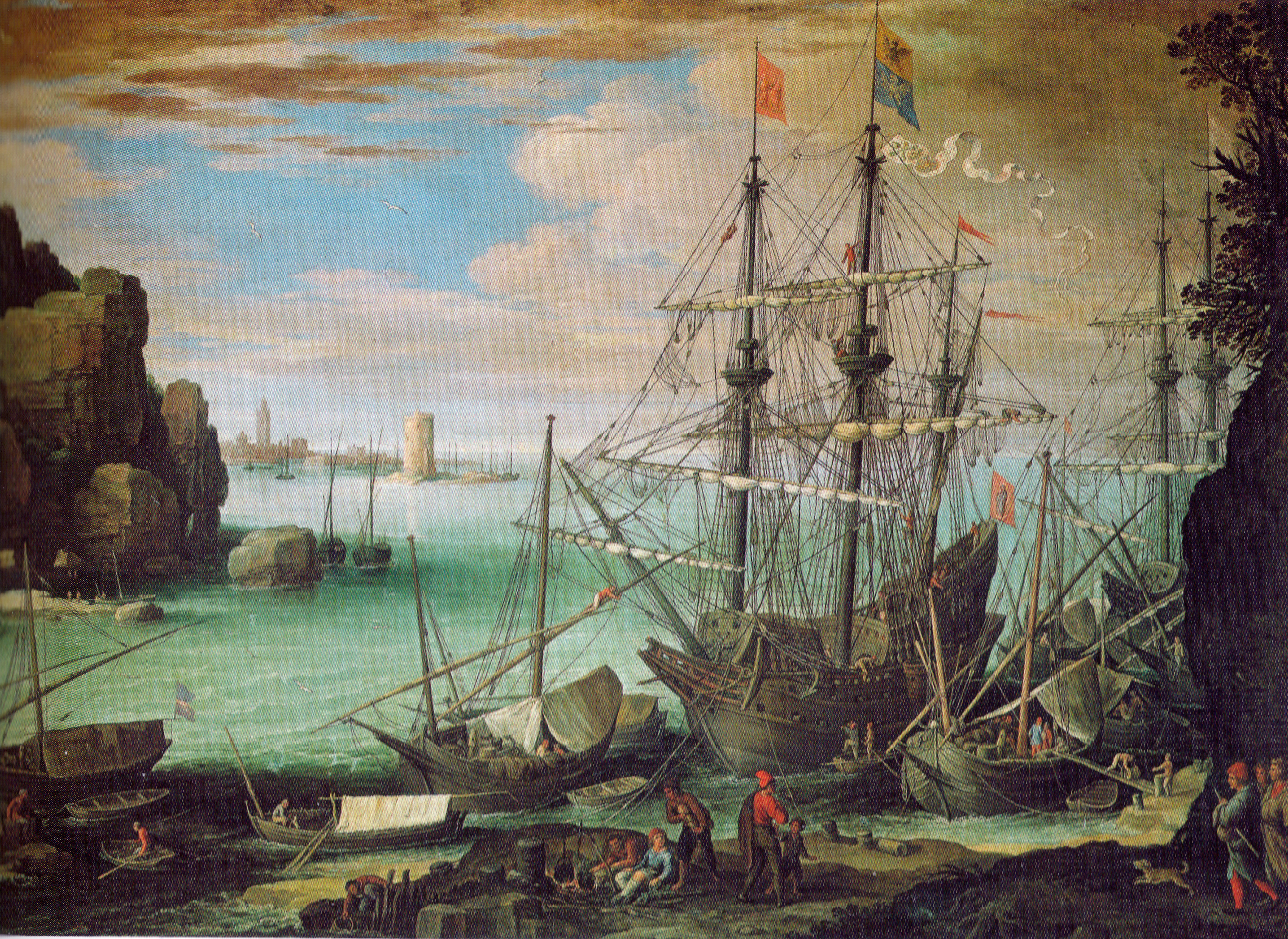
Пауль Бриль. Пейзаж с портом. 1610. Галерея Боргезе, Рим

В начале XVI века город Антверпен, порт и промышленный центр, окончательно перехватил экономическое значение у города Брюгге. Повышение материального положения жителей, тесные связи герцогства Брабант с Италией, её известными на то время экономическими и художественными центрами, способствовали превращению Антверпена в значительный художественный центр. Уже в начале XVI века была заложена религиозная, предпринимательская и художественная традиция — традиция посещения Неаполя, Рима, реже Венеции. В XVII веке на первые места вышли Рим и Генуя, последняя была наиболее связана с испанскими Южными Нидерландами (Фландрией) как экономически, так и в художественном плане. Здесь годами работали Питер Пауль Рубенс, Антонис ван Дейк. А художники из Фландрии, братья Лукас и Корнелис де Валь создали в Генуе даже собственную мастерскую.
В Антвепене возникает собственная гильдия Святого Луки, которая станет значительным художественным центром и профессиональным учреждением художников города с долгим сроком существования. Особенностью гильдии была способность признавать своими членами женщин-художниц, на что решалась далеко не каждая гильдия, среди её членов была и Клара Петерс. Гильдия просуществовала до XIX века, хотя её значение постепенно уменьшалось в связи с формированием и укреплением Академий художеств, которые соединили функции гильдии Св. Луки и художественной школы.
Уже в XVI веке представители антверпенской школы достигли заметных успехов, хотя были разделены на две значительные ветви -
- продолжателей национальных художественных традиций XV века (Питер Брейгель-старший)
- представителей нидерландского маньеризма, тесно связанного с итальянским маньеризмом (Мабюз, Франс Флорис).

Мощные реалистичные установки нидерландского искусства не позволили органично сочетать маньеристические воздействия с национальным реализмом, который оставался ярко воспроизведенным в местном портретном и бытовом жанре (Питер Артсен, Франс Флорис). Но маньеристические влияния преобладали в создании произведений библейской тематики и в мифологических и аллегорических композициях.
Позднее мощная реалистическая традиция будет преобладать и сделает возможным приближение национального искусства к демократической ветви итальянского барокко — итальянскому караваджизму, находки которого не обойдут Рубенса, Теодора Ромбоутса, Питера ван Моля, Теодора ван Луна, Герарда Дюфе. В XVII веке Антверпен утвердится в качестве столицы фламандского искусства. Именно в этом городе трудились ведущие фламандские художники XVII века.
Как и итальянские художники, представители антверпенской школы делали фрески. В XVII веке аристократический слой Голландии, где декоративная картина не получила распространения и не была развита, обращался за созданием декоративных стенописей именно к фламандским мастерам. Важной особенностью национального искусства во Фландрии было создание тканых фресок-ковров. Поэтому к созданию картин под будущие ковры-аррасы была привлечена лучшая часть художников антверпенской школы, их делали Корнелис Схют, Бернарт ван Орлей, Питер Кук ван Альст, Рубенс, Якоб Йорданс, Йоос де Момпер, Давид Тенирс-младший. Мастера гобеленов из Фландрии были приглашены также в Рим, где работали годами.

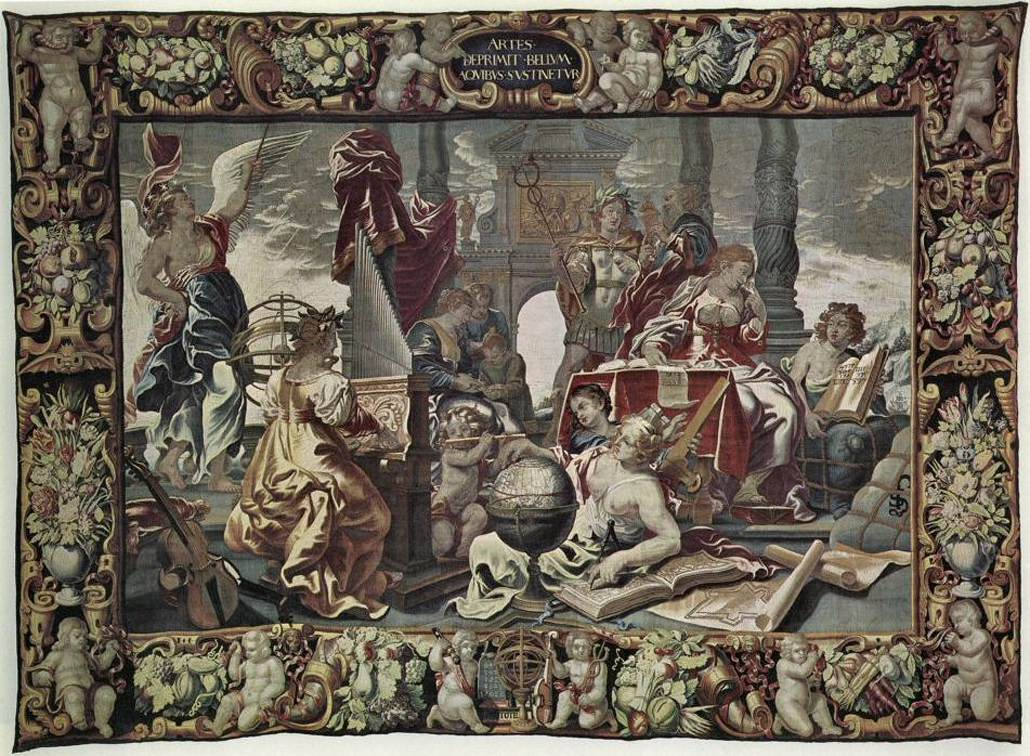
Шпалера Семь свободных искусств по картине Корнелиса Схюта.

## Представители

### XVI век
- Йоахим Патинир (ок. 1480  — 1524)
- Йоос ван Клеве (ок. 1485  — 1541)

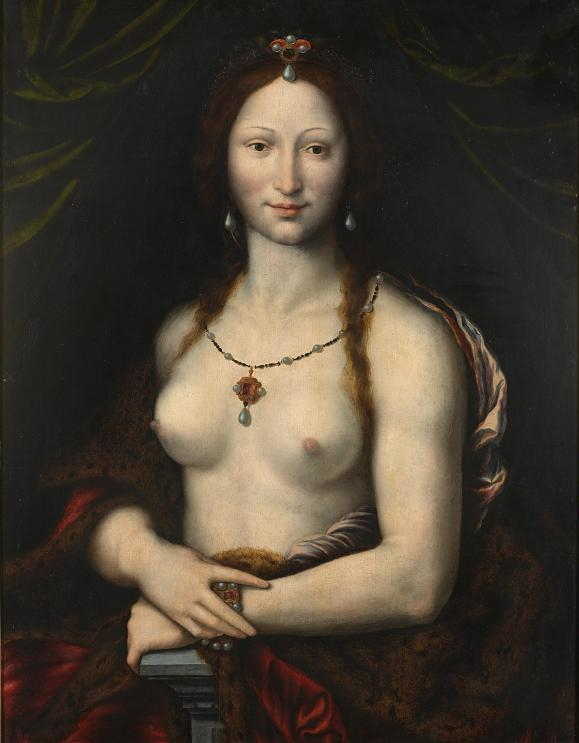
Йоос ван Клеве. Монна Ванна.

- Херри мет де Блес (1500/1510  — 1555)?
- Питер Кук ван Альст (1502  — 1550)
- Питер Артсен (1508  — 1575)
- Мабюз (ок. 1478  — 1532)
- Питер Брейгель-старший (1525  — 1569)
- Корнелис Флорис де Вриндт (1513/14  — 1575)
- Гиллис ван Конингсло (1544  — 1607)
- Корнелис ван Далем (1528—1573/1576)
- Ян Брейгель-старший (1568  — 1525)
- Тобиас Верхахт (1561—1631)
- Абел Скотт (1570  — 1619)
- Антонис Мор (1519  — 1575)
- Адриан Кей
- Ян Брейгель-младший (1601  — 1678)
- Франс Флорис (1517  — 1570)
- Ян ван Хемессен (ок. 1500  — ок. 1566)
- Ян Массейс (1510  — 1575)
- Квентин Массейс-младший (1543  — 1589)
- Адам ван Ноорт (1561/2  — 1641)
- Йоос де Момпер (1564—1635)
- Франс Пурбус Старший (1545  — 1581)
- Франс Пурбус Младший (1569—1622)
- Бартоломеус Шпрангер (1546  — 1611)
- Отто ван Веен (1556  — 1629)
- Мартин де Вос (1532—1603)
- Себастьян Вранкс (1573 −1647)

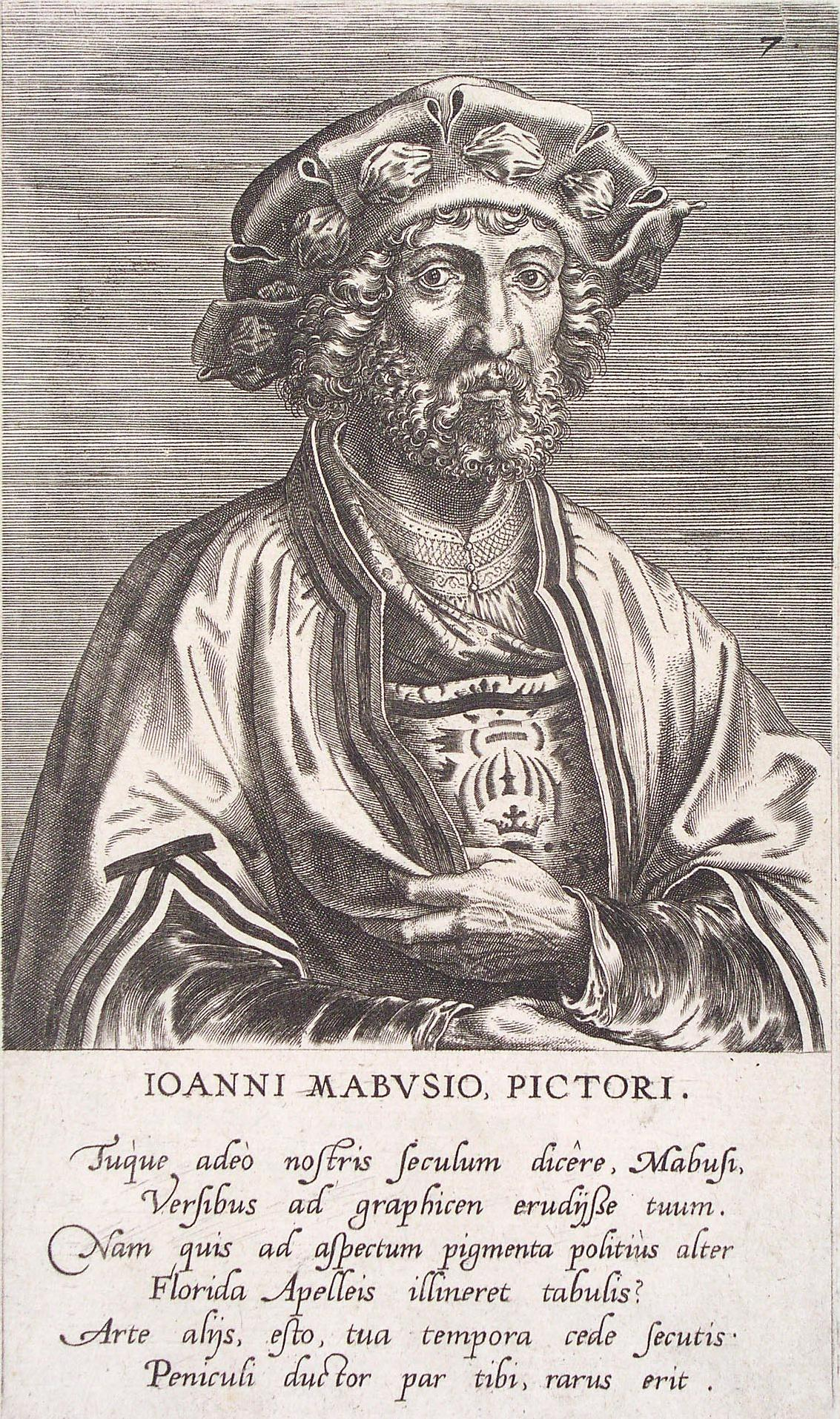
Гравер Иеронимус Вьерикх. Мабюз
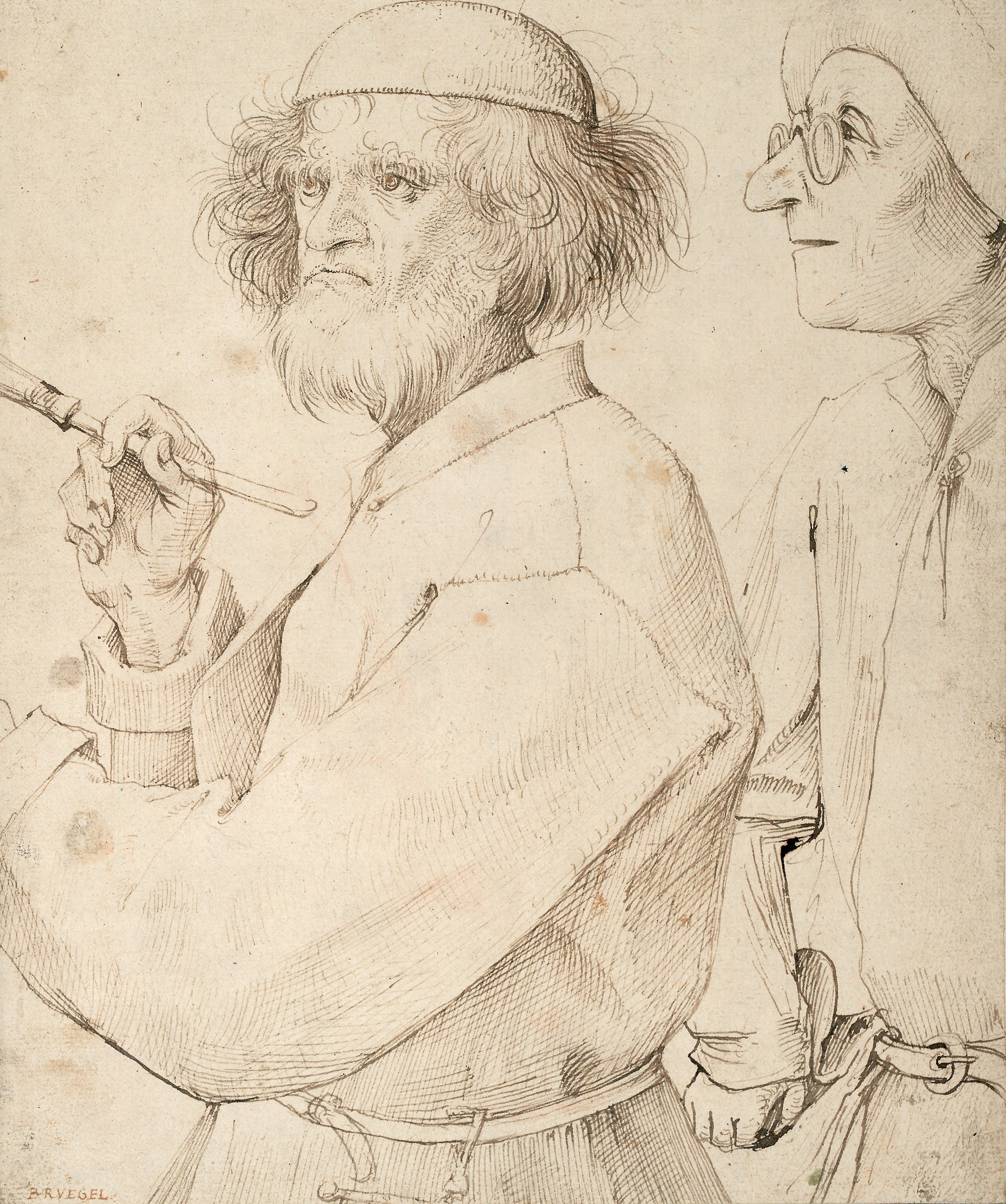
Питер Брейгель-старший. Автопортрет.
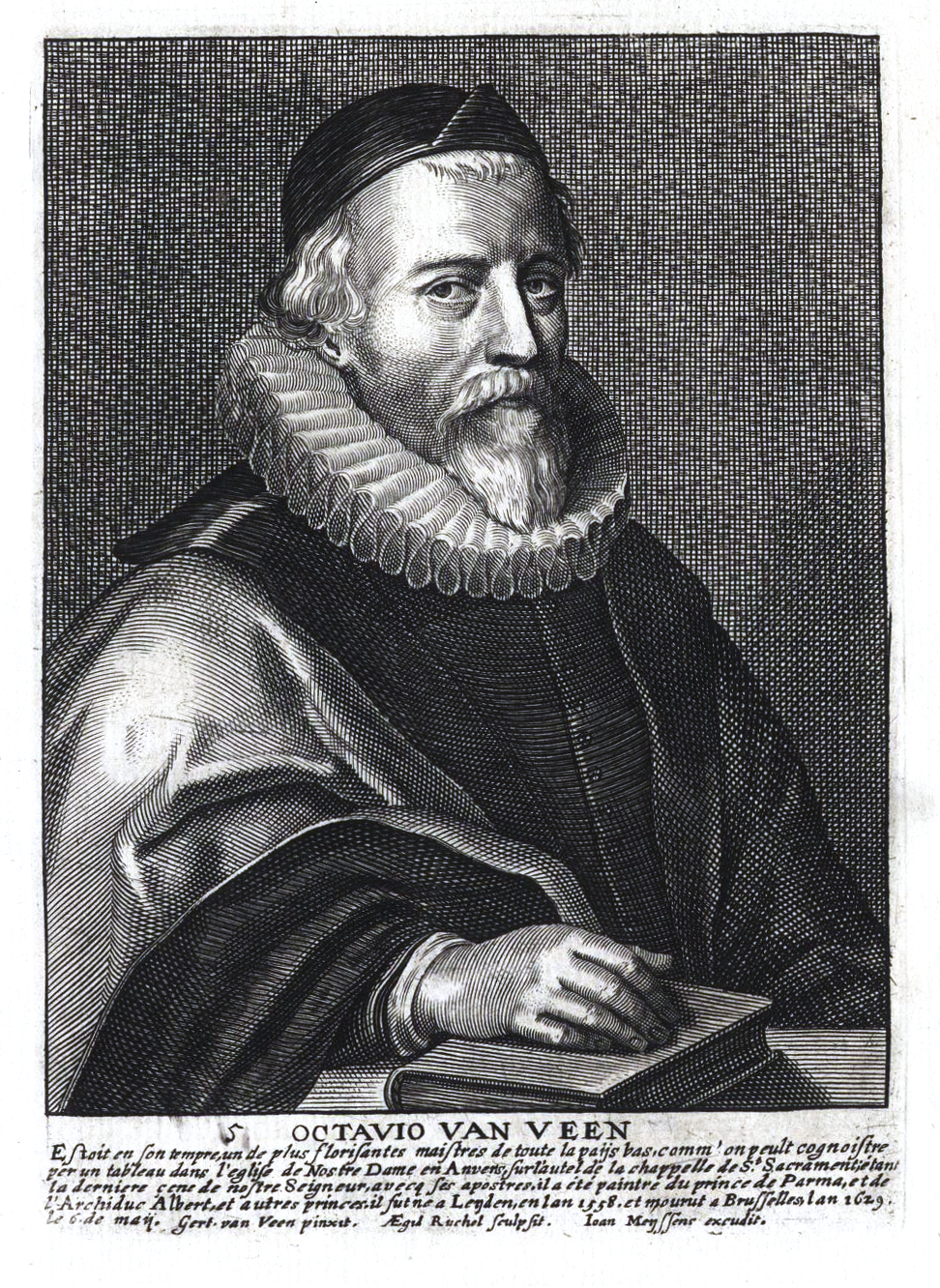
Отто ан Веен
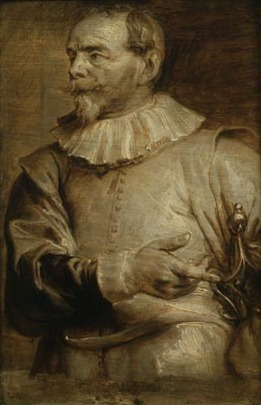
Антонис ван Дейк. Себастьян Вранкс.
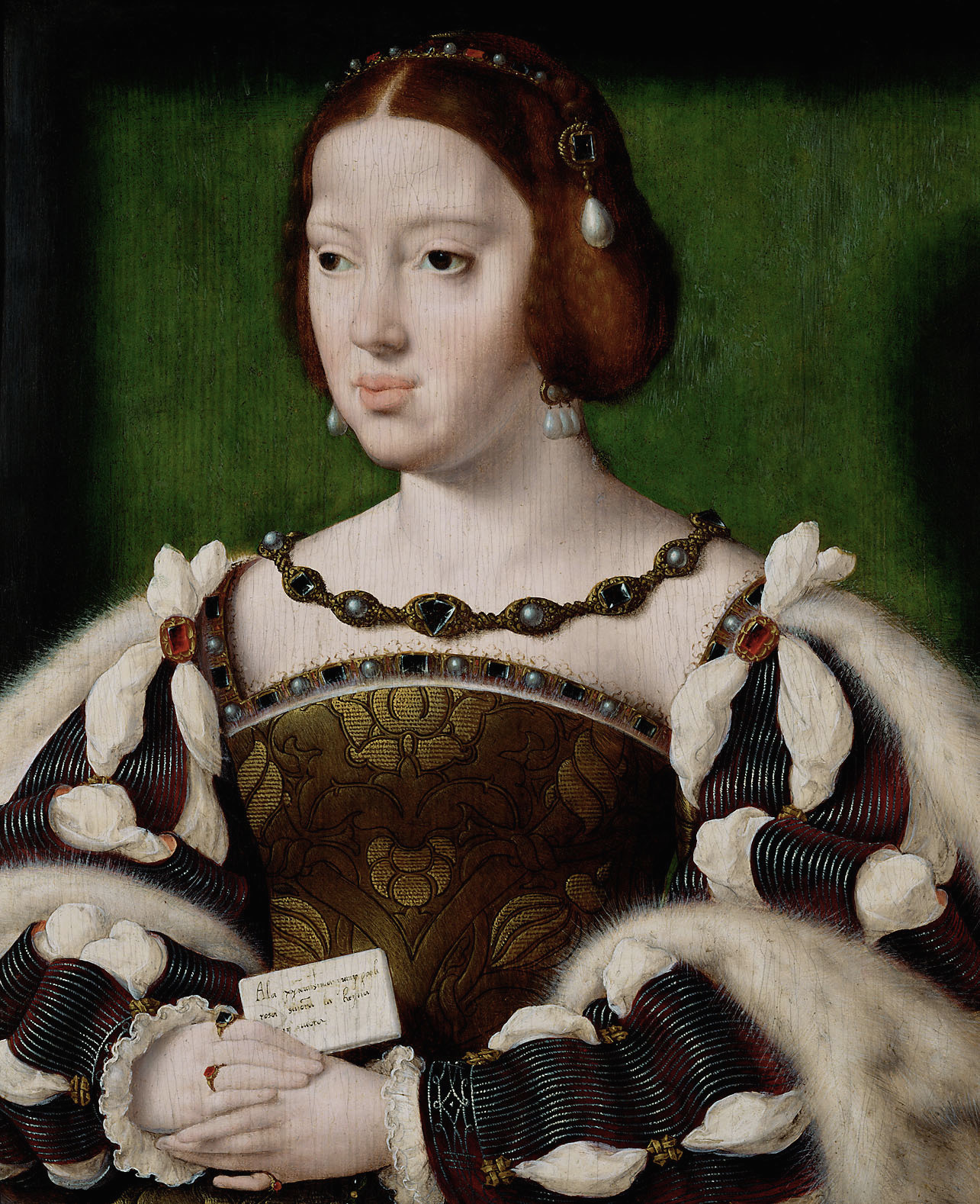
Йоос ван Клеве. Элеонора Австрийская, ок. 1530, Вена.
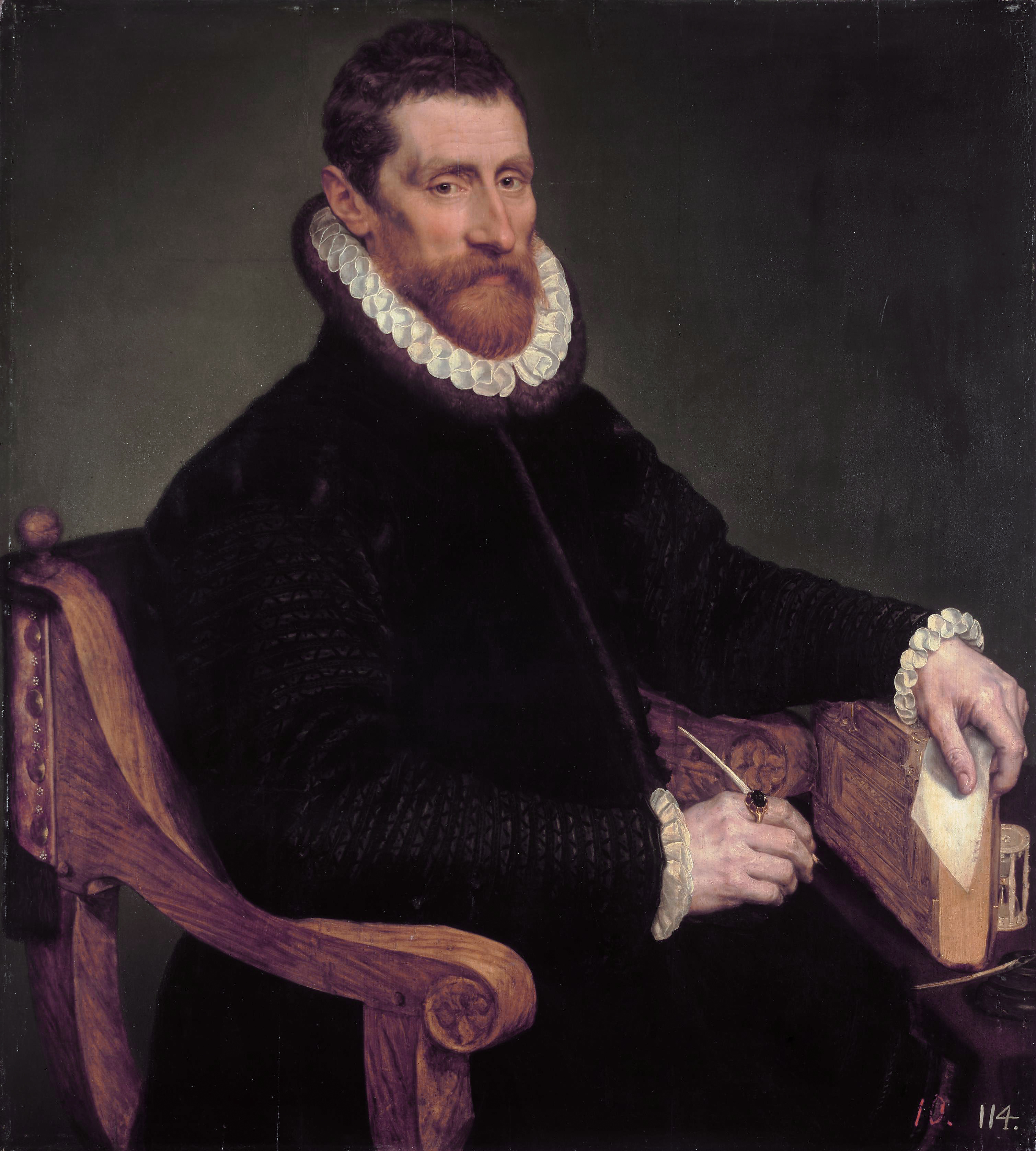
Франс Порбус-старший, Портрет неизвестного. Эрмитаж.
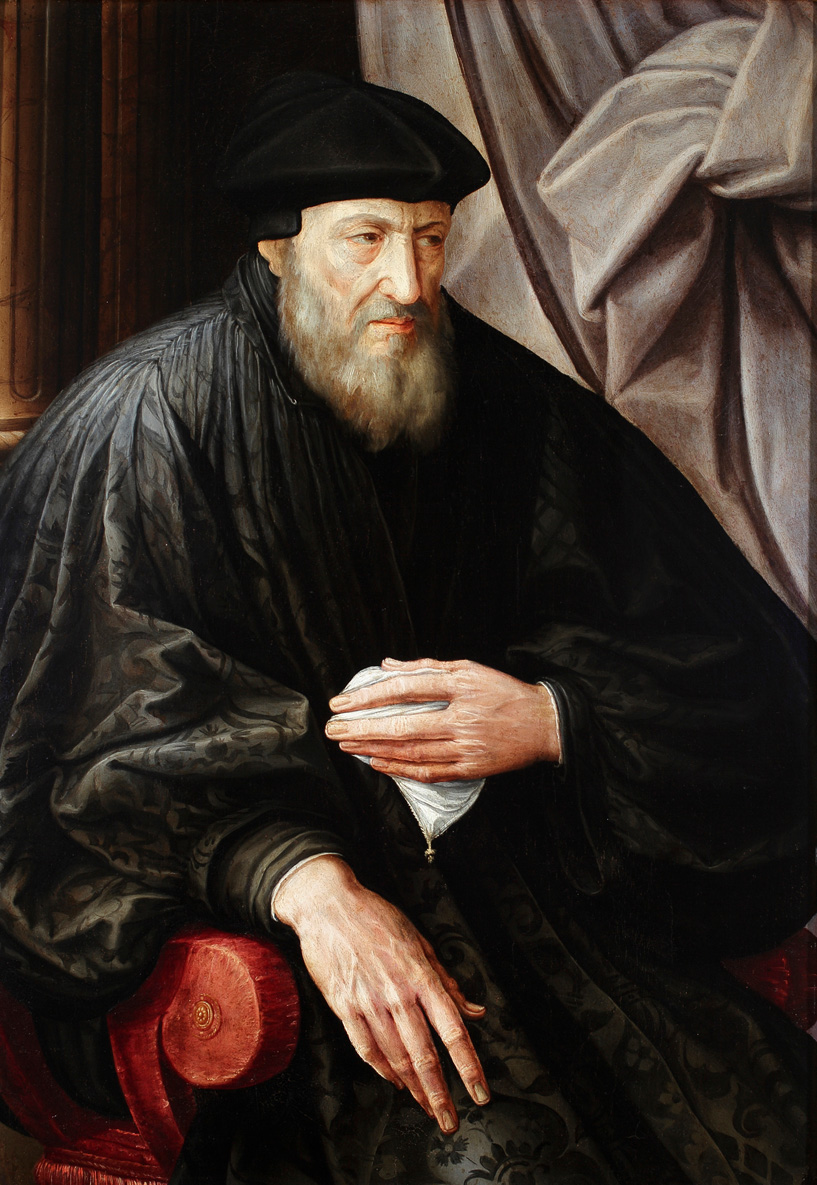
Ян Массейс. Адмирал Андреа Дориа, 1555.
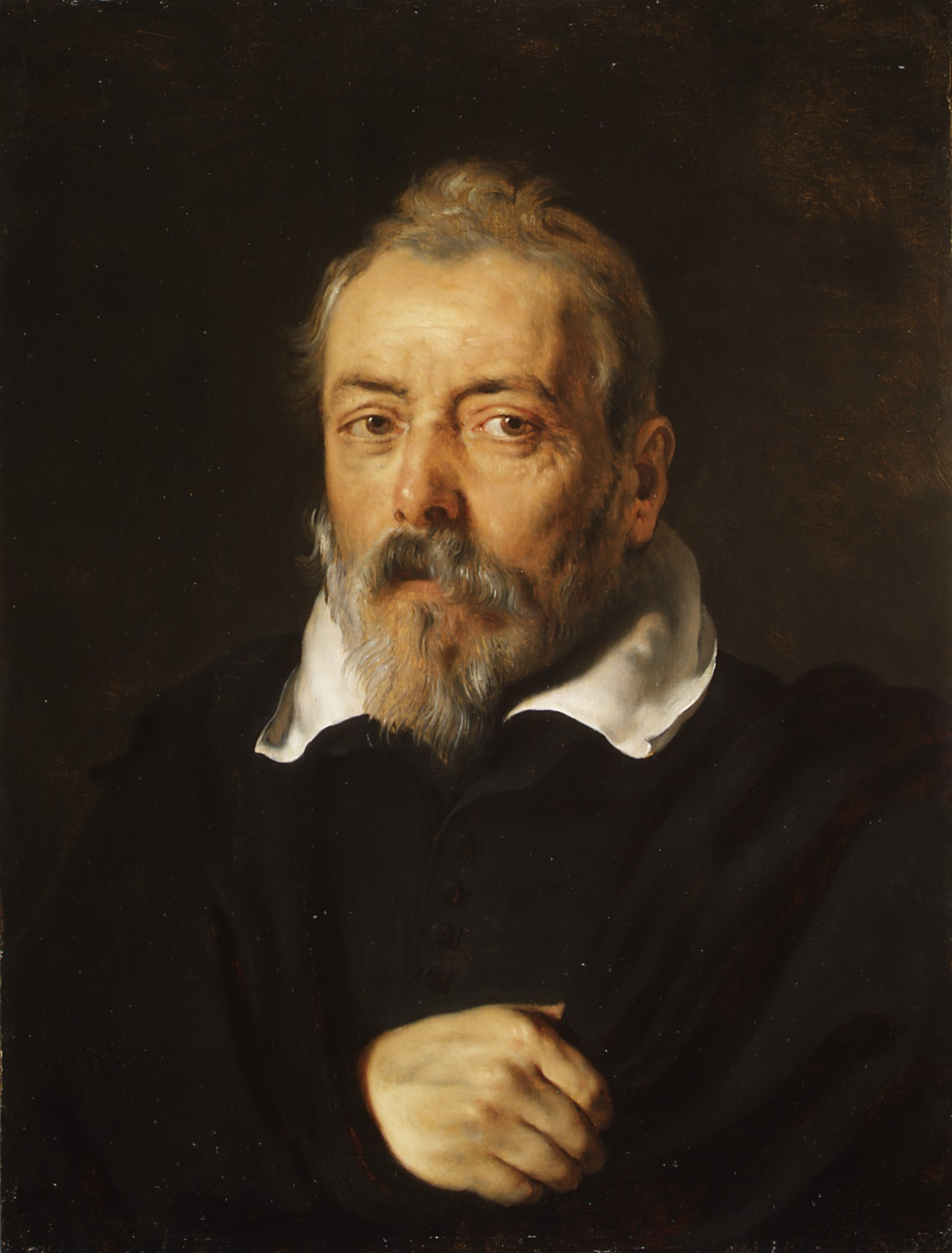
Портрет Франса Франкена-старшего.

### XVII век
- Пауль Бриль (1554—1626)
- Питер Пауль Рубенс (1577—1640)
- Антонис ван Дейк (1599—1641)
- Франс Снейдерс (157—1657)
- Теодор Ромбоутс (1597—1637)
- Герард Дюфе (1594—1661)
- Адам де Костер (1586—1643)
- Абрахам ван Дипенбек (1596—1675)
- Якоб Йорданс (1593—1678)
- Адриан Брауэр (1605—1638)
- Эразм Квеллин-младший (1607—1678)

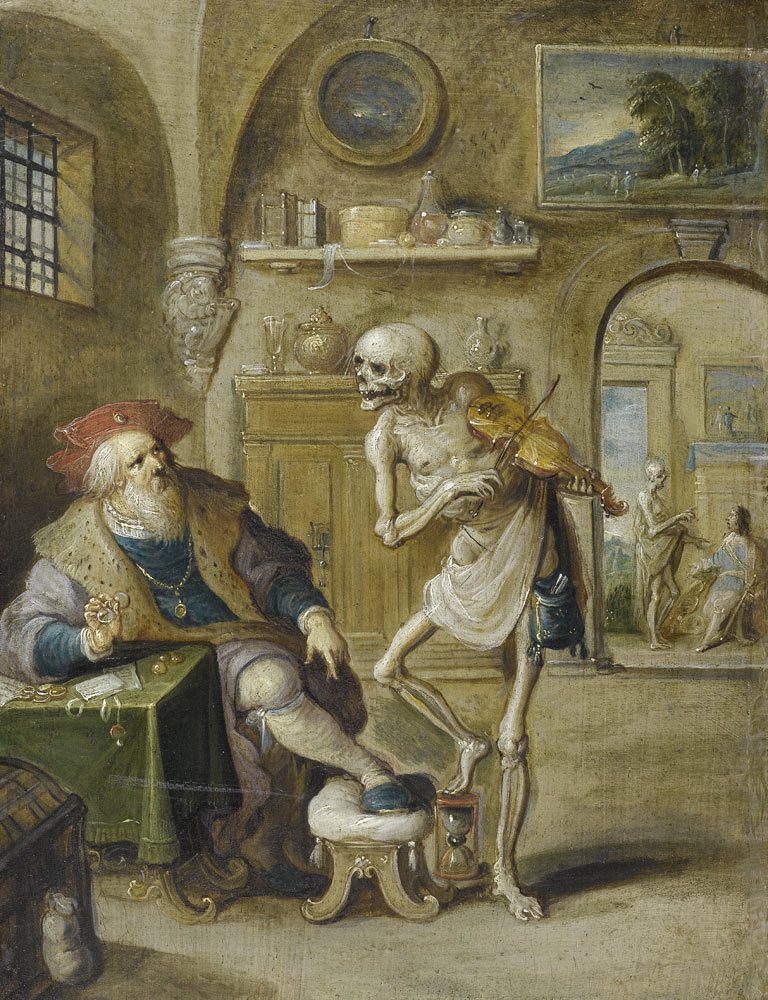
Франс Франкен-младший. «Помни о смерти»

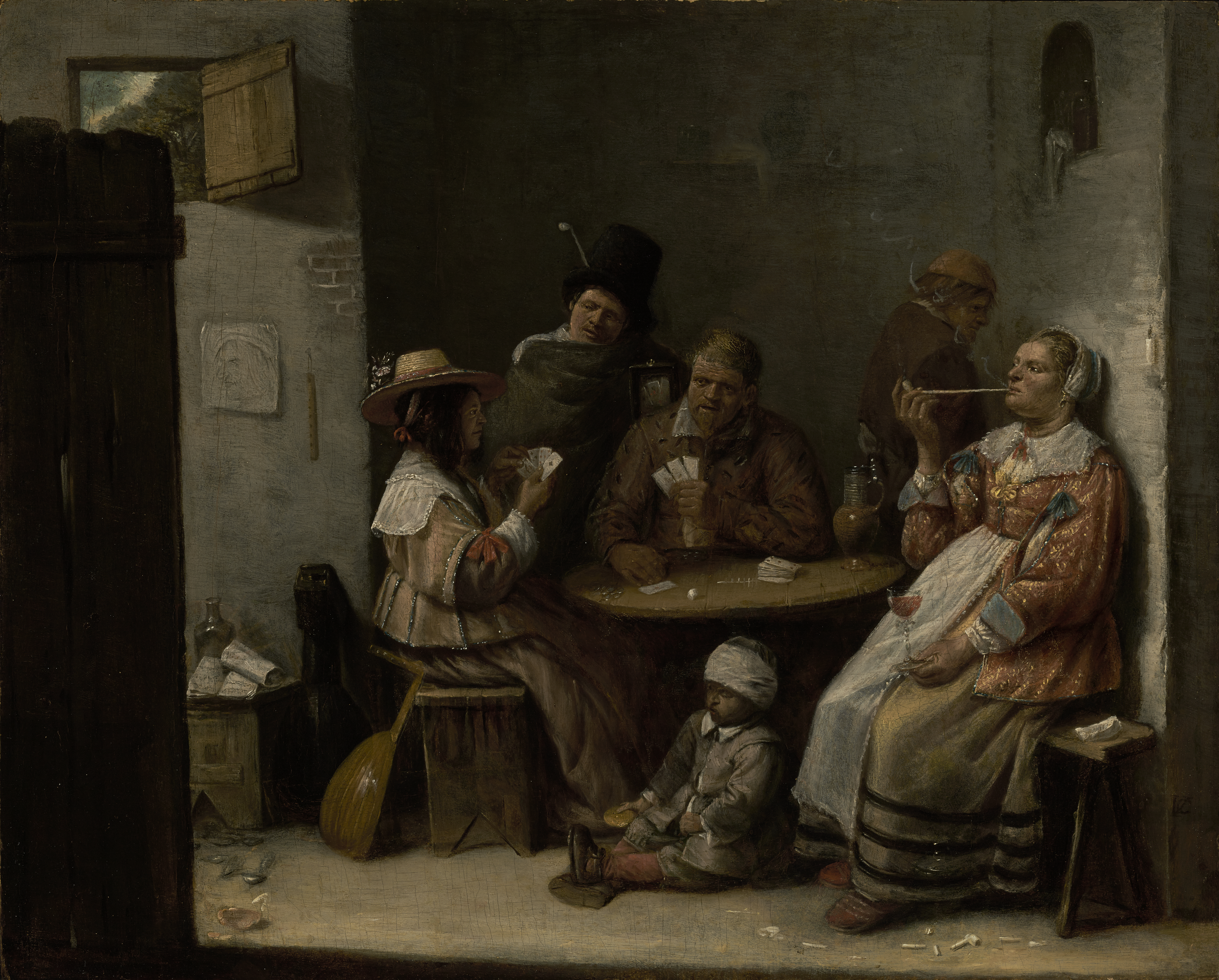
Йоос ван Красбек. «Игра в карты», Музей Пола Гетти, Лос-Анджелес.

- Томас Виллебойртс Босхарт (1613—1654)
- Давид Тенирс-младший (1610—1690)
- Хендрик ван Бален (1575—1632)
- Гаспар де Крайер (1584—1669)
- Клара Петерс (1594 — ок. 1657)
- Геркулес Сегерс (1591—1651)
- Даниэль Сегерс (1590—1661)
- Корнелис Схют (1597—1655)
- Йоос ван Красбек (1605/1606 — ок. 1660)
- Франс Франкен младший (1581—1642)
- Теодор ван Тюльден (1606—1669)
- Лукас ван Уден (1595—1672)
- Адриан ван Утрехт (1599—1652)[2]
- Корнелис де Вос (1584—1661)
- Ян Вилденс (1586—1653)
- Абрахам Янсенс (1573—1632)
- Гейсбрехт Лейтенс (1586—1643 или 1656)
- Гаспар ван ден Хукке (ок. 1585 — после 1648)

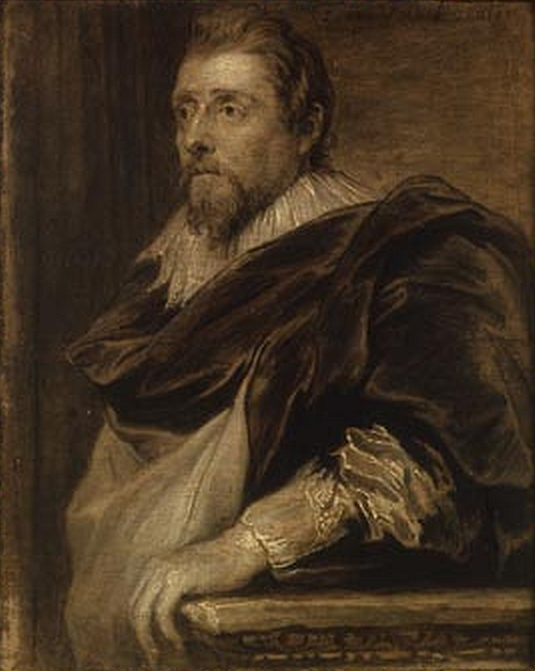
Портрет Франса Франкена-младшего.
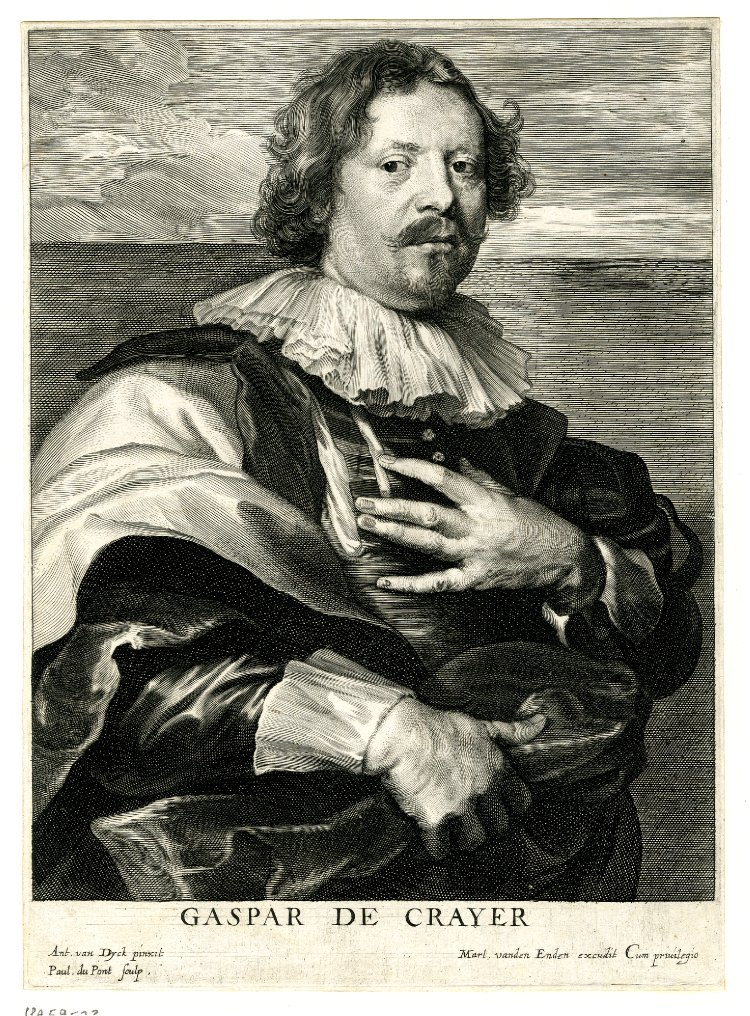
Антонис ван Дейк, портрет Гаспара де Крайера
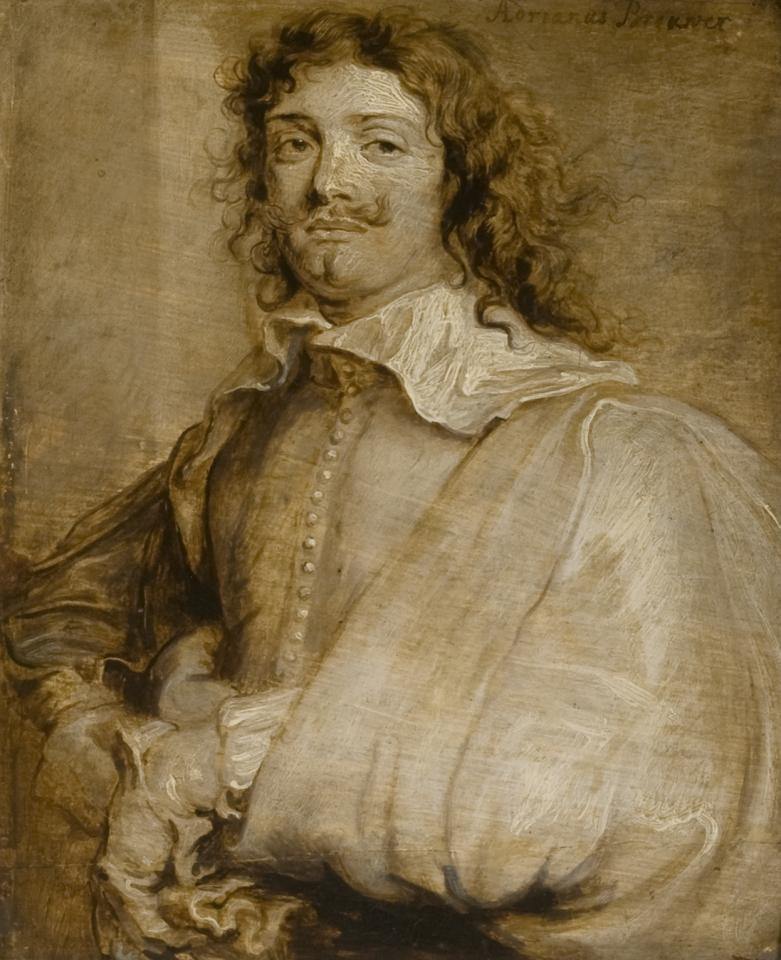
Антонис ван Дейк, портрет Адриана Брауера.
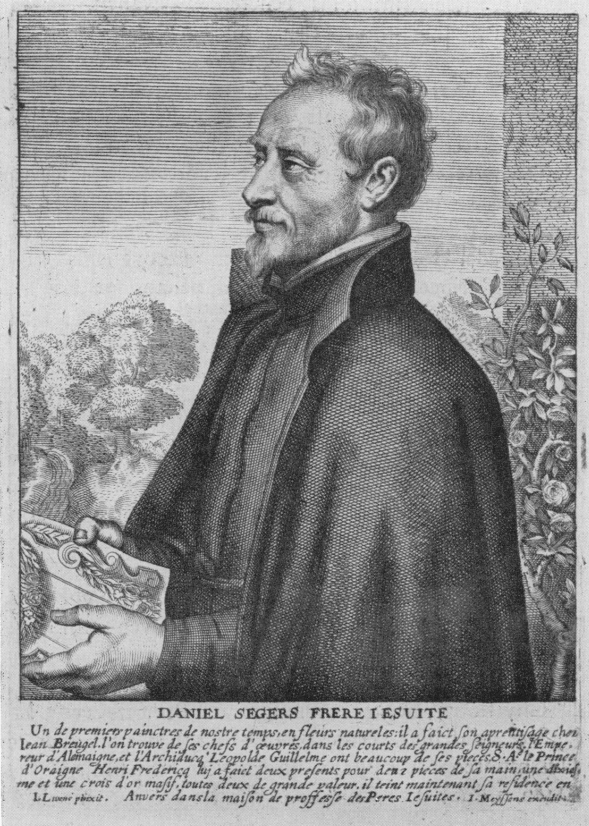
Портрет  Даниэля Сегерса
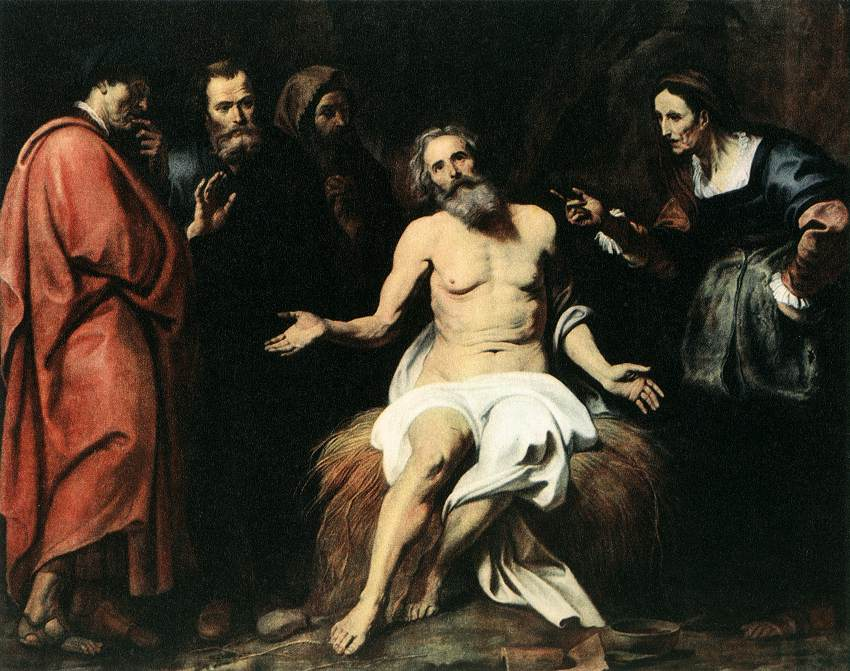
Геркулес Сегерс. «Больной Иов на соломе», Национальная галерея (Прага)
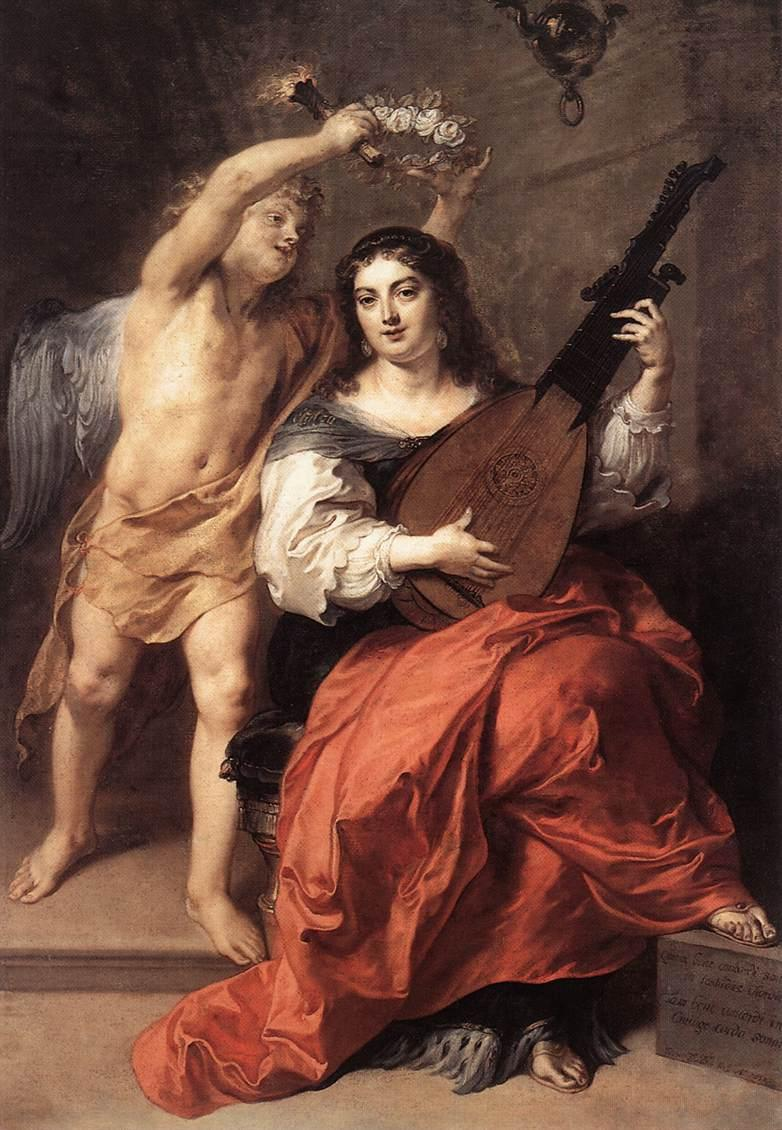
Теодор ван Тюльден. «Гименей и Гармония»
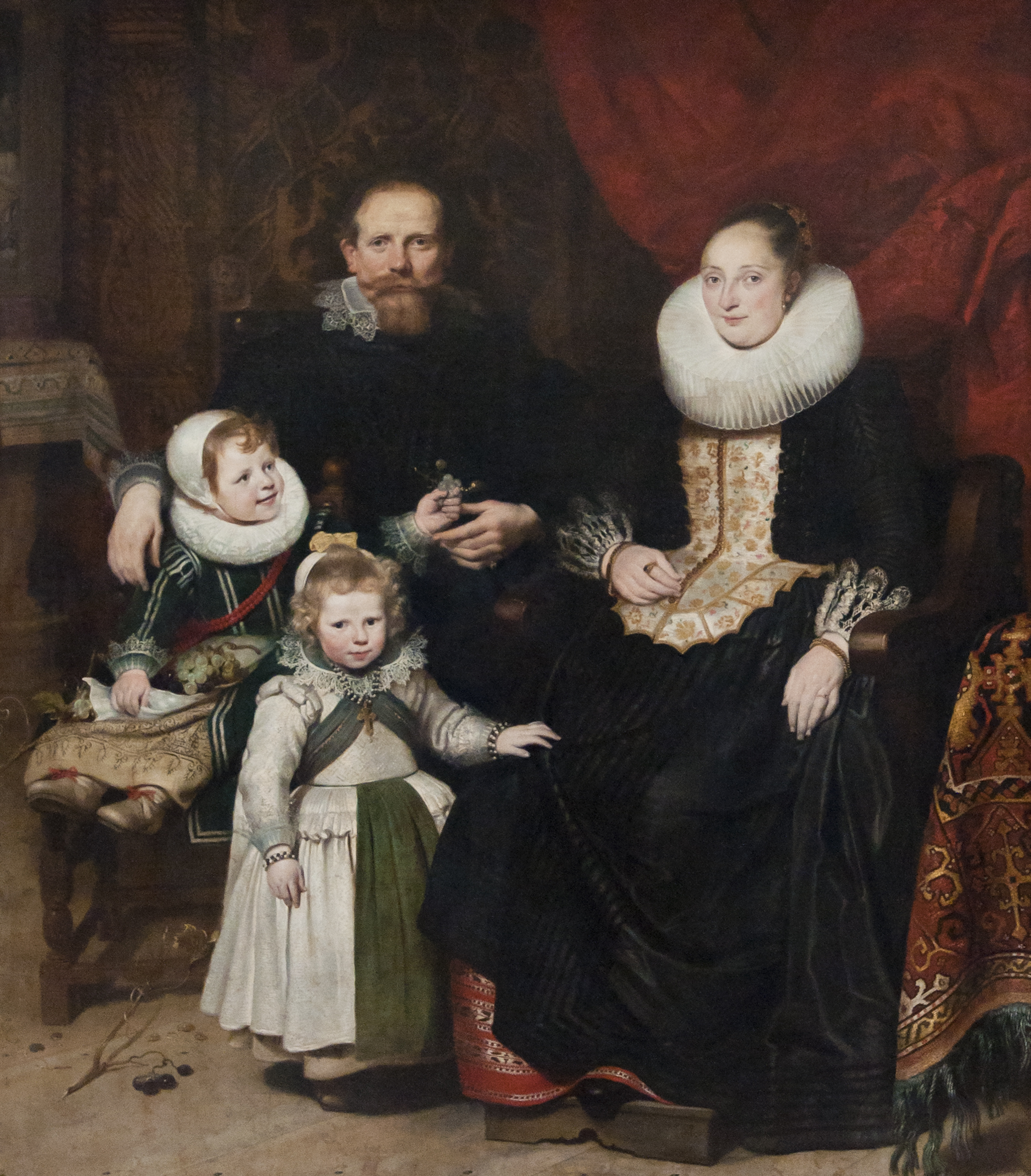
Корнелис де Вос, «Автопортрет с женой и детьми».
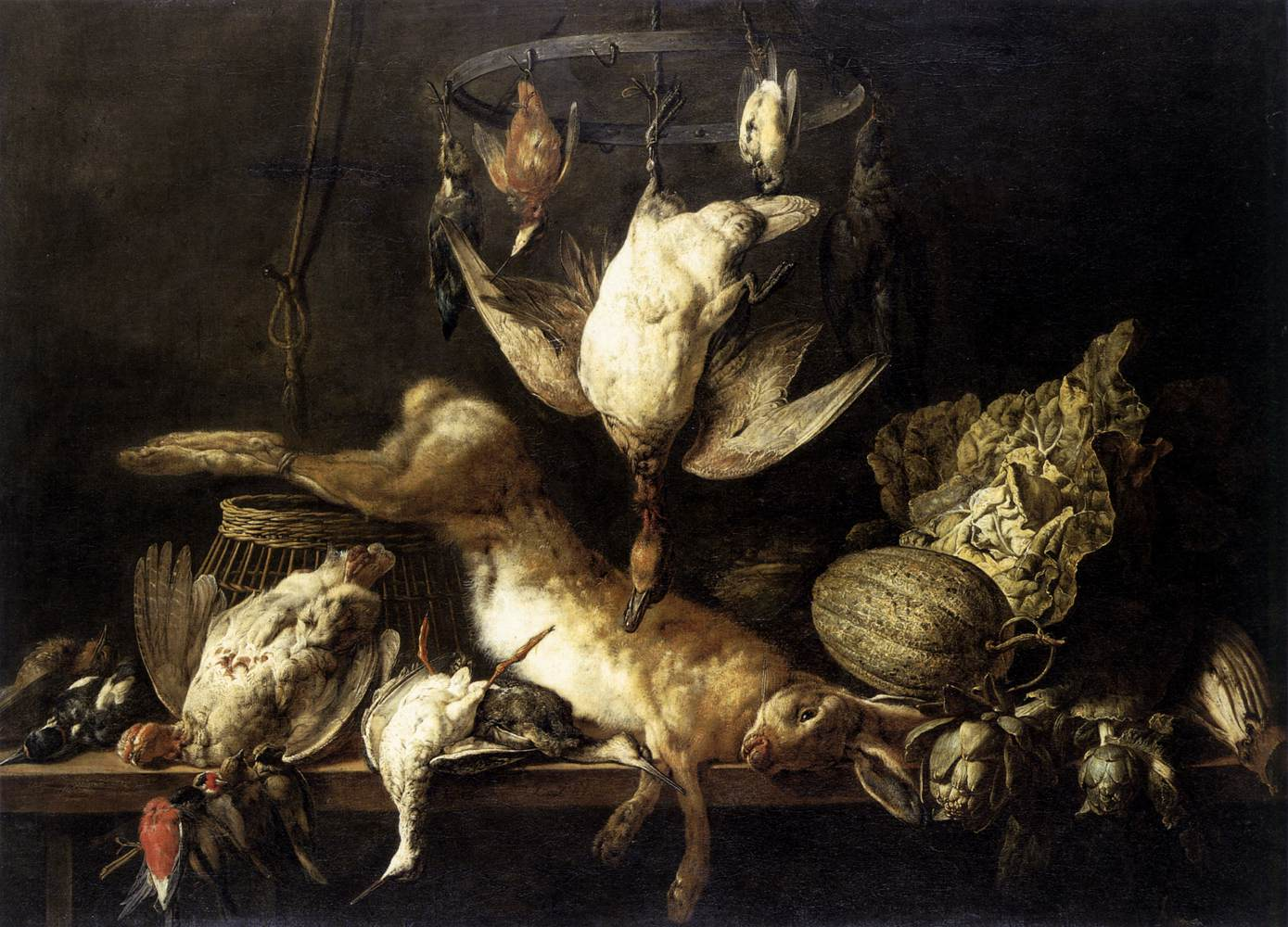
Адриан ван Утрехт. «Дичь и овощи»
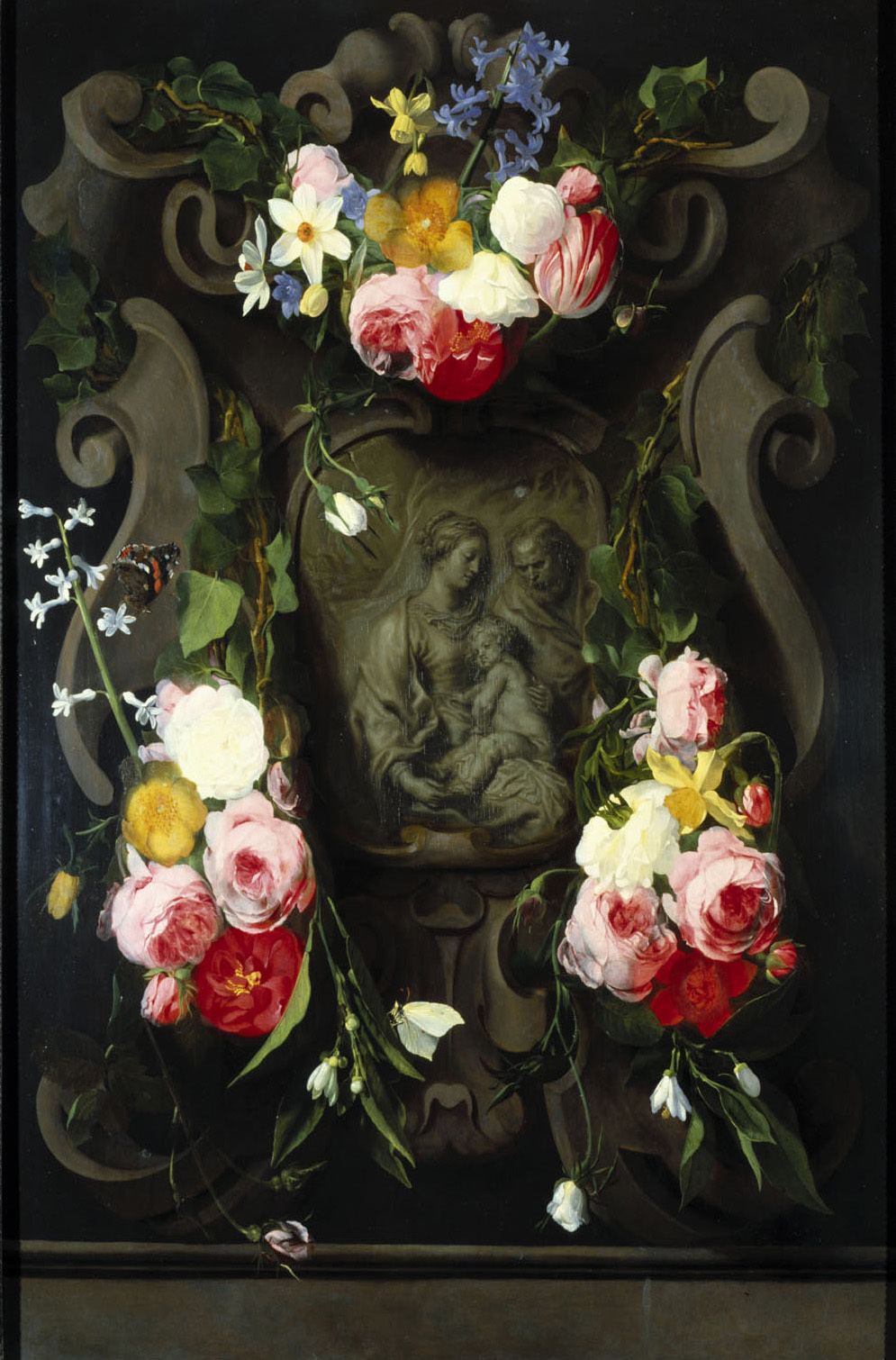
Даниэль Сегерс. «Святое Семейство с цветами»
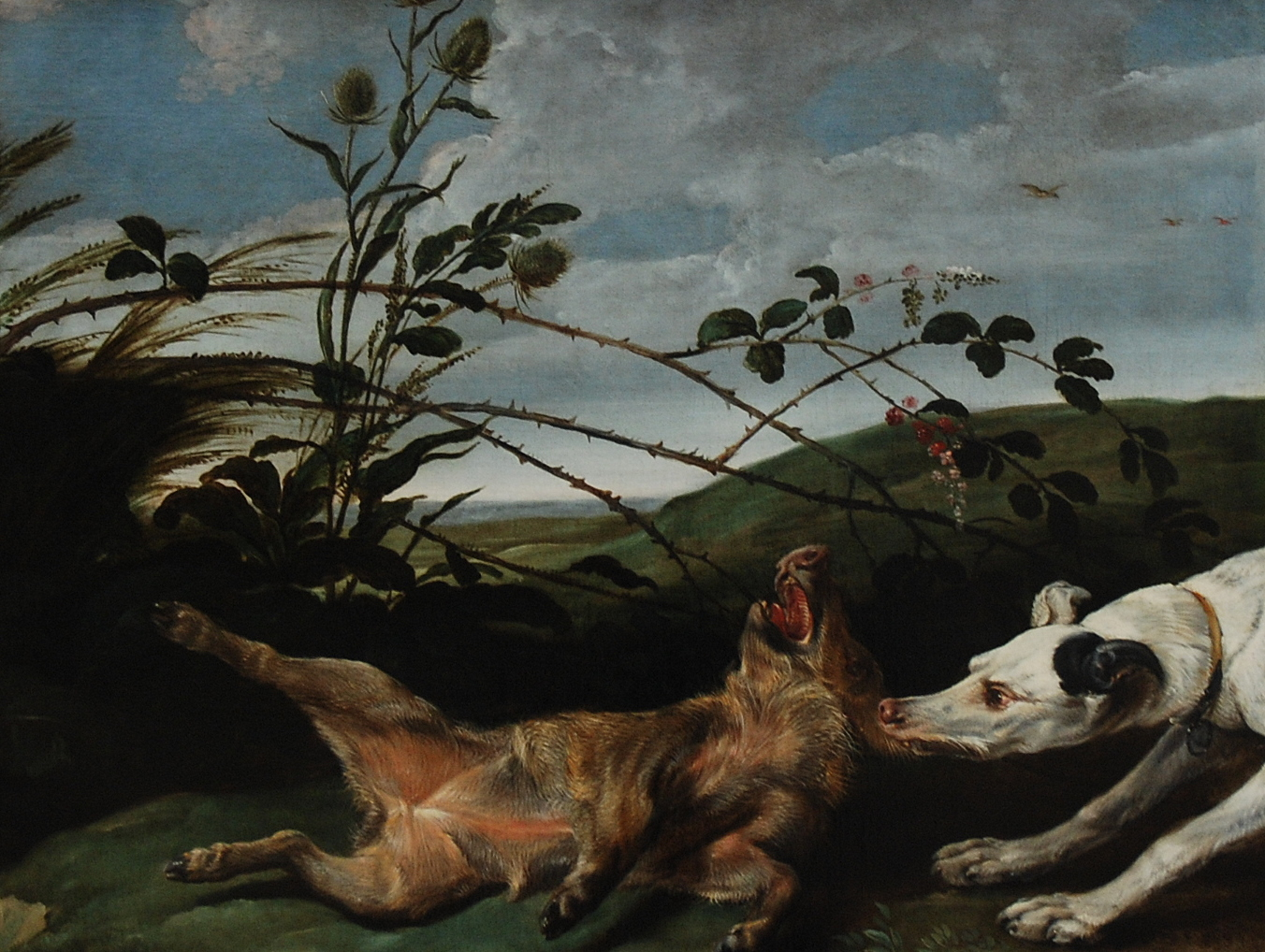
Франс Снейдерс, Удачная охота.
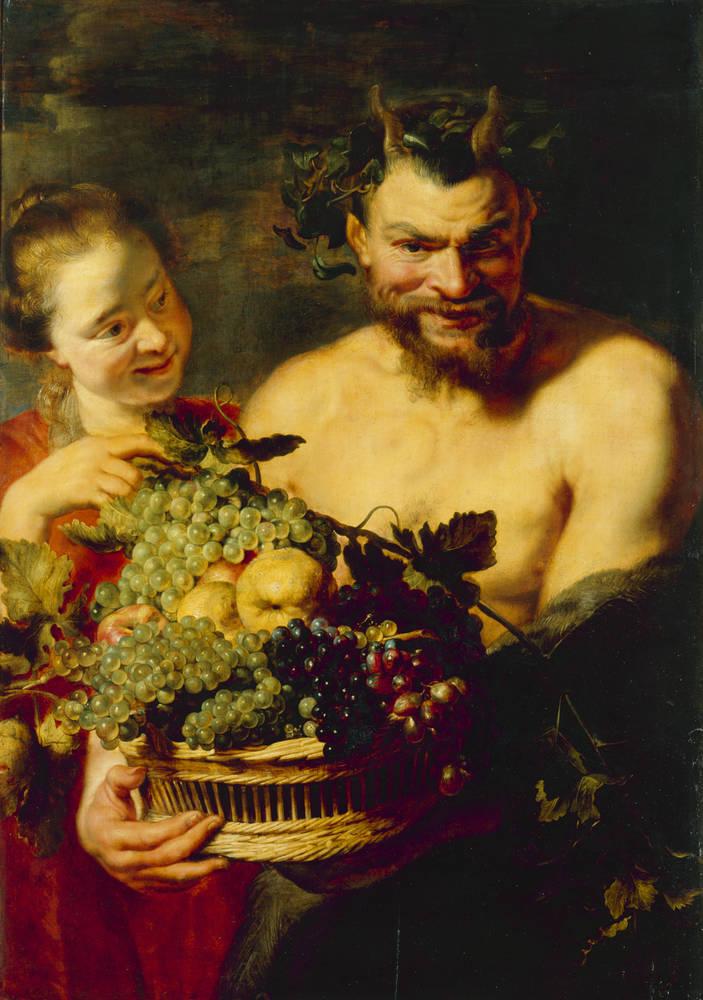
Якоб Йорданс. «Сатир с корзиной фруктов и вакханка»
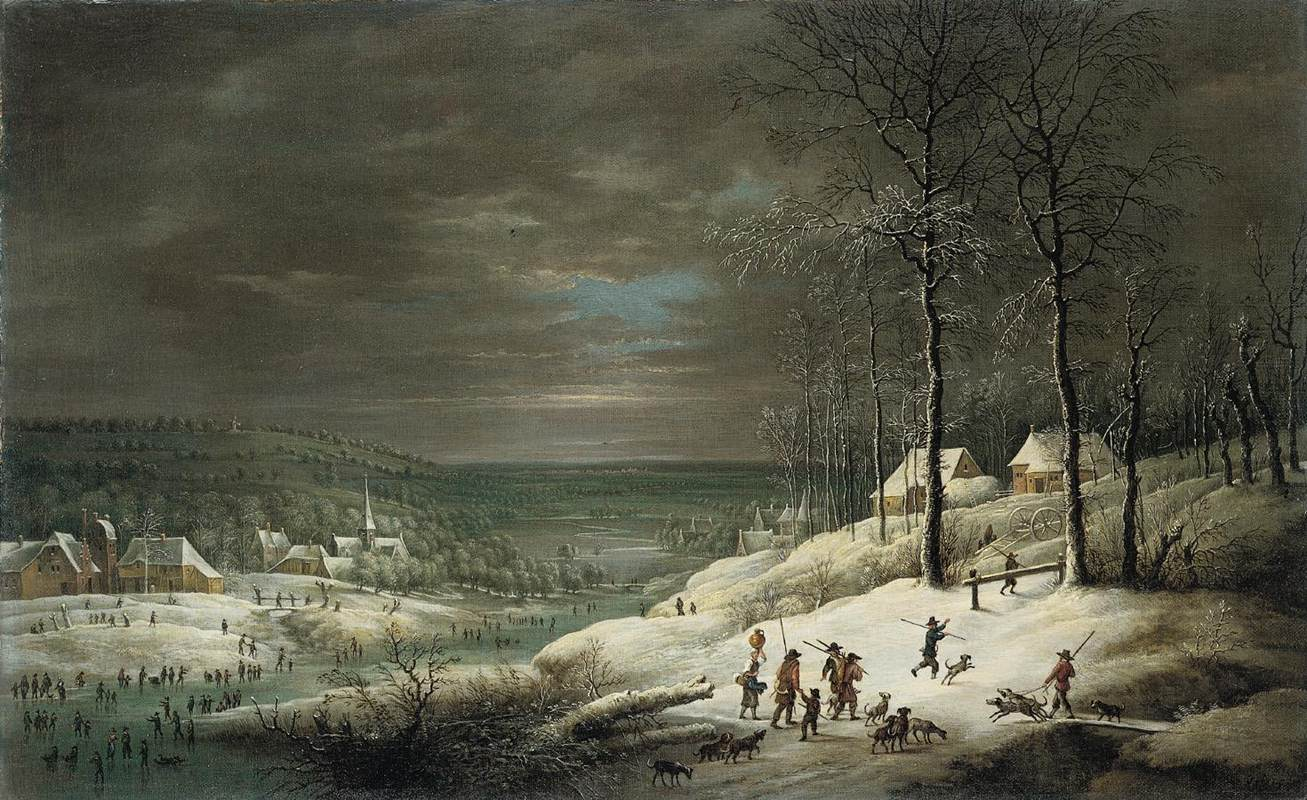
Лукас ван Уден, «Зимний пейзаж с охотниками на снегу».